# Загул, Дмитрий Юрьевич
Дмитрий Юрьевич Загу́л (укр. Дмитро Юрійович Загул; 1890—1944) — украинский поэт, переводчик.

## Биография
Родился в семье крестьянина-бедняка. Рано осиротел. Учился в Черновицкой государственной классической гимназии на средства своего сельского учителя В. Завадюка.
Окончив в 1913 г. гимназию, стал слушателем философского факультета Черновицкого университета. Самостоятельно изучал славистику. Одновременно работал в редакции черновицкой газеты «Новая Буковина». Учёбу в университете не удалось завершить в результате оккупации Черновцов в 1915 г. российскими войсками: Загула интернировали и отправили в Нижний Новгород. После Февральской революции переехал в Одессу, в 1918 г. поселился в Киеве. Работал в киевском госпитале, канцеляристом, редактором в украинской секции Всеукраинского издательства (1919). Некоторое время учительствовал. В 1924 г. работал в сценарном отделе «Украинфильма», с осени 1926 г. — старшим научным сотрудником Комиссии новейшей литературы Всеукраинской академии наук.
26 февраля 1933 г. арестован, 9 мая осуждён на 10 лет лагерей по обвинению в принадлежности к контрреволюционной организации, готовившей вооружённое восстание против советской власти. Наказание отбывал в Забайкалье (станция Урульга). В 1943 г. срок заключения был продлён. Умер при невыясненных обстоятельствах. Реабилитирован 29 апреля 1957 г. по ходатайству Союза писателей Украины.

## Творчество
Рано проявил поэтический талант — первые публикации появились в 1906 г. В 1913 г. в Черновцах вышла первая книга молодого поэта «Мережка».
В 1918 г. издаёт сборник стихов «С зелёных гор», благодаря которому получил известное признание. Сборник интересен и показателен как проявление раннего символизма поэта, когда он начал «врастать» в метафизическую схему символистской теории.
После выхода сборника «На грани» (1919) стал одним из организаторов «Музагета», активным участником Союза художников слова, объединения «Западная Украина», литературной группы «Белая студия» и Всеукраинского союза пролетарских писателей.
.
Если первые два сборника написаны в духе эстетики символизма, то в сборниках «Наш день» (1925), «Мотивы» (1927) критики отметили «ритм социалистических преобразований».
Ещё учась в гимназии, перевёл вторую песню «Энеиды», несколько сатир Горация и «Песнь о колоколе» Шиллера. Впоследствии много переводил из западноевропейских литератур (Г. Гейне, И. В. Гёте, Дж. Г. Байрон, И. Бехер, М. Андерсен-Нексе и др.). С русского перевёл поэму Блока «Двенадцать».